# Fauna

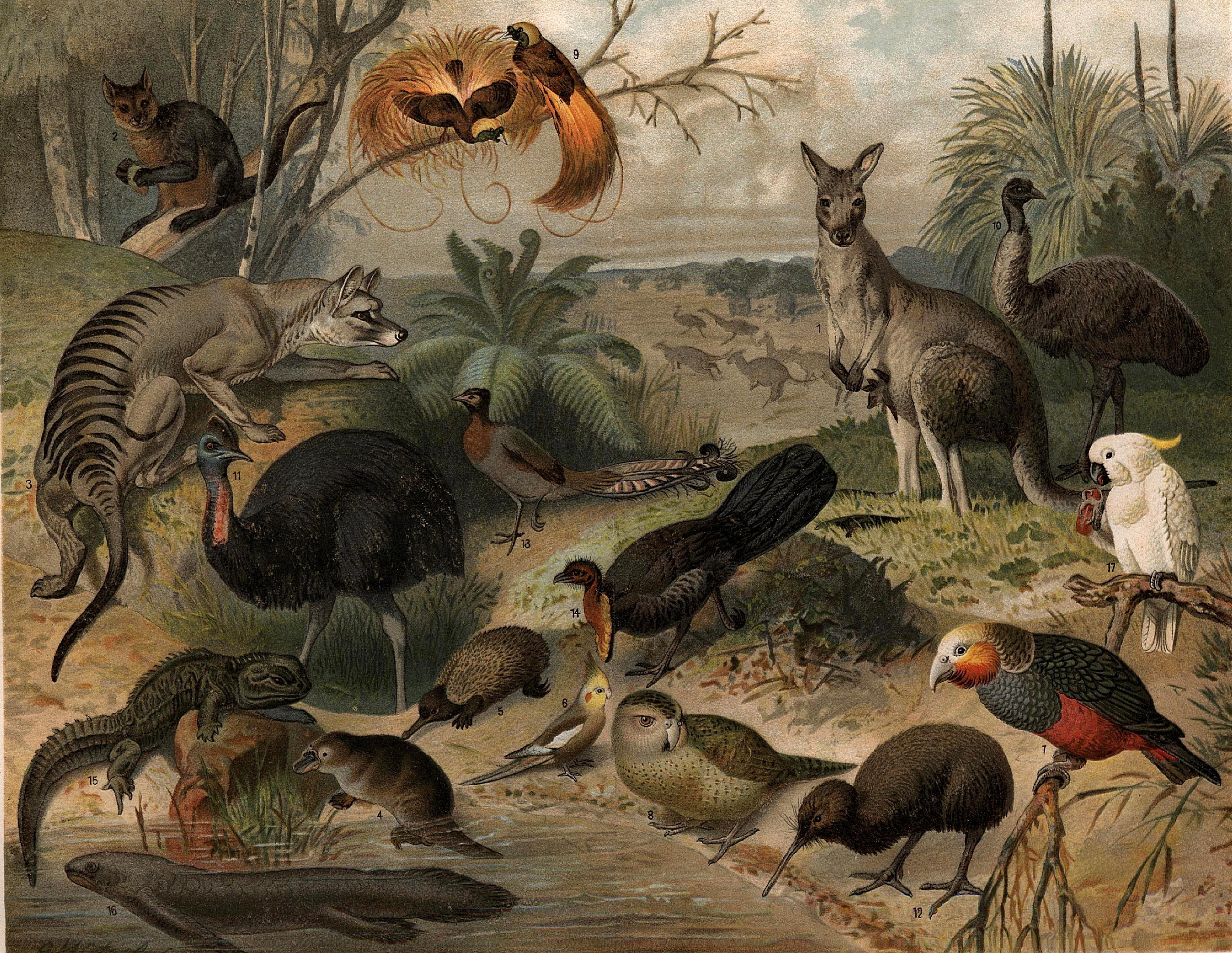
Darstellung der Fauna Australiens und Ozeaniens im schwedischsprachigen Konversationslexikon Nordisk familjebok (1876)

Fauna (auch Tierwelt) bezeichnet die Gesamtheit aller natürlich vorkommenden Tiere in einem Gebiet oder im engeren Sinne alle Tierarten in diesem Gebiet. Die Erforschung der Fauna ist die Aufgabe der Faunistik, die zugehörige Wissenschaft ist die Biogeographie. Wird der gesamte Planet Erde betrachtet, umfasst die Fauna sämtliche Tierarten, beispielsweise in der Paläontologie, wo man etwa von einer „Fauna der Kreidezeit“ spricht.
Die Bezeichnung ist abgeleitet vom Namen der römischen Naturgöttin Fauna. Die Entsprechung der Fauna im Pflanzenreich ist die Flora.

## Einteilung

### Nach Lebensräumen
- Meeresfauna – im Lebensraum Meer

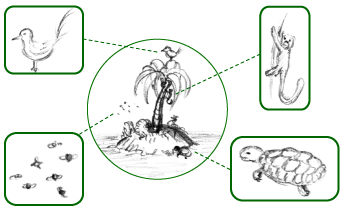
Schematisches Beispiel: Fauna einer Insel, nach Lebensräumen aufgeteilt in vier Gruppen

  - Epifauna (auch Epibenthos genannt) – Tiere auf Oberflächen von Lockersedimenten oder auf anderen Organismen (Korallen, Pflanzen)
  - Infauna (auch Endofauna) – Tiere, die grabend in Lockersedimenten oder bohrend in Hartsubstraten leben[2]
  - Kryofauna, Eisfauna – spezialisierte Tierarten in Hohlräumen von Meereis, insbesondere auf dessen Unterseite
  - Kryptofauna – „verborgene“ Tiere, z. B. in Hohlräumen oder Spalten am Meeresboden
- Wattenmeerfauna – im Lebensraum Wattenmeer
- Waldfauna – im Lebensraum Wald
- Wüstenfauna – im Lebensraum Wüste
- etc.

Gelegentlich wird eine in Gewässern lebende Tierwelt als Aquafauna bezeichnet. Hier wird sinnvollerweise noch zwischen den Lebensräumen Salzwasser (Meer) und Süßwasser (Fließgewässer und Seen) unterschieden. Die Fauna speziell des Süßwassers, also limnischer Lebensräume, wird auch als Limnofauna bezeichnet.

### Nach systematischen Großgruppen
- Avifauna – Vögel
- Entomofauna – Insekten
- Herpetofauna – Reptilien  und Amphibien
- Ichthyofauna – Fische
- Malakofauna – Weichtiere

### Nach Körpergröße
- Mikrofauna – Mikroorganismen und sehr kleine Tiere
- Meiofauna – Tiere, die zwischen der Mikro- und der Makrofauna rangieren
- Makrofauna – Tiere, die mit dem bloßen Auge zu erkennen sind (0,2 bis 20 Millimeter)
- Megafauna – große Tiere

Diese Einteilung wird vor allem bei Tierarten vorgenommen, die im Boden oder auf dem Land leben.